# Saint-Michel-de-Llotes
Saint-Michel-de-Llotes (katalanisch Sant Miquel de Llotes) ist eine französische Gemeinde mit 360 Einwohnern (Stand 1. Januar 2022) im Département Pyrénées-Orientales in der Region Okzitanien. Sie gehört zum Arrondissement Prades und zum Kanton Le Canigou.

## Nachbargemeinden
Nachbargemeinden von Saint-Michel-de-Llotes sind Ille-sur-Têt im Norden, Corbère im Osten, Caixas im Südosten, Casefabre im Süden und Bouleternère im Westen.

## Bevölkerungsentwicklung
| Jahr      | 1962 | 1968 | 1975 | 1982 | 1990 | 1999 | 2017 |
| Einwohner | 243  | 237  | 182  | 205  | 219  | 269  | 348  |

## Sehenswürdigkeiten
- Kirche Saint-Michel (11. Jahrhundert)
- Dolmen von Camp Gran I + II, Mas Payrot, Serrat d'en Jacques und Valltorta

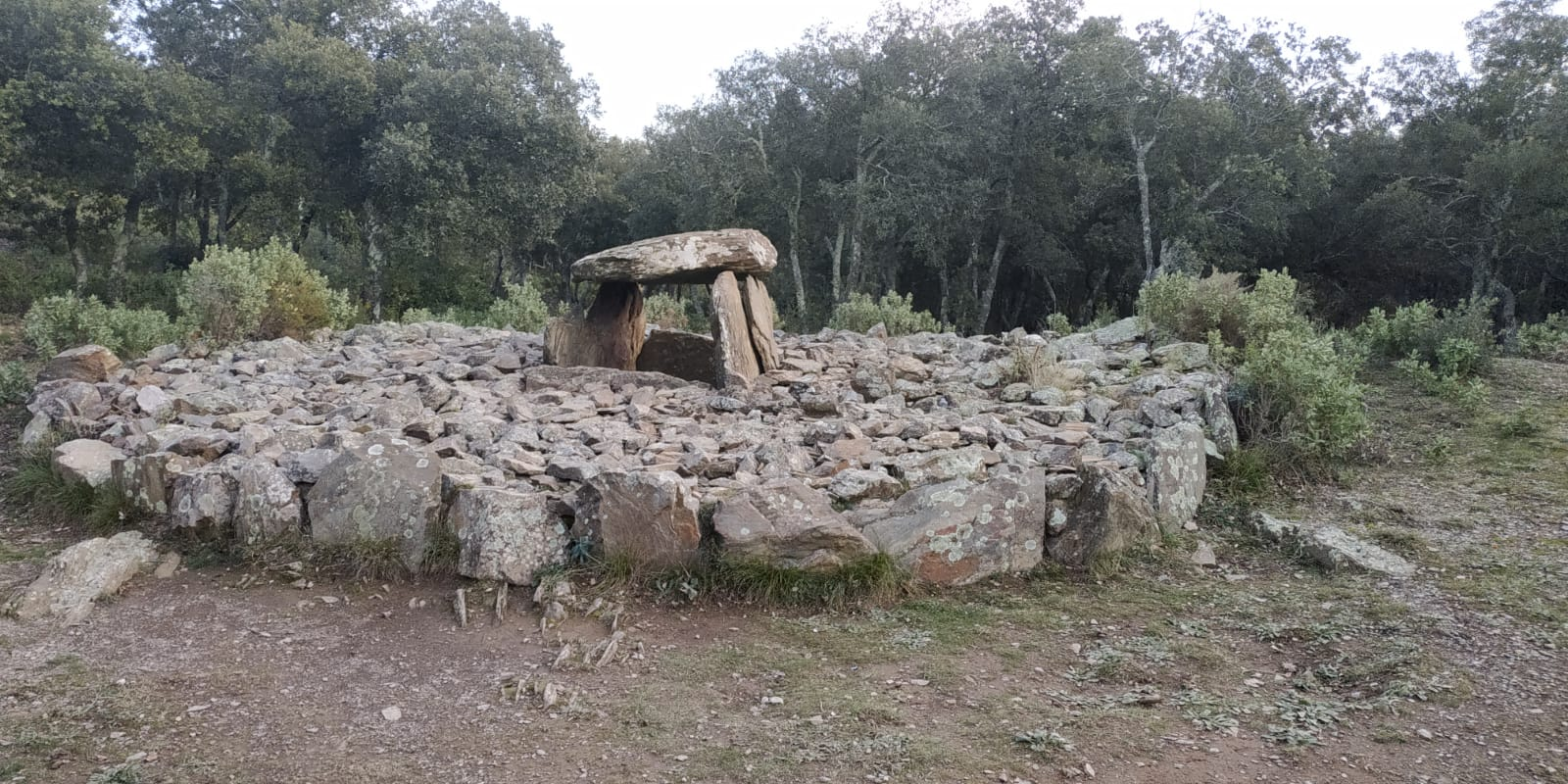
Dolmen Serrat d'en Jacques